# Боднаровка (парк)
Парк «Боднаро́вка» (укр. Боднарівка) — небольшой парк во Львове (Украина).
Расположен возле перекрёстка улиц Научной и Стрыйской во Франковском районе Львова. Общая площадь парка 5,8 га. В парке есть небольшое озеро.
Несколько веков назад здесь располагалось имение «Боднаровна», от которого произошло современное официальное название парка (малоизвестное и малоиспользуемое). Сам парк был заложен в 1960-е годы как парк 50-летия Октября. В 1965 году здесь появилась могила-памятник советскому воину Веселову, который погиб «в борьбе с врагами советской власти в 1950 году». В годы независимости Украины памятник был демонтирован. В советский период в парке работал кинотеатр «Самолёт», устроенный внутри корпуса списанного пассажирского самолёта Ан-10.
Церковь Святых Бориса и Глеба (принадлежит Православная церковь Украины), строительство закончено в 2009 году.